# Phryneta pulchra
Phryneta pulchra là một loài bọ cánh cứng trong họ Cerambycidae.